# 熱ゆらぎ

結晶表面の原子拡散。原子の振動は熱ゆらぎの一つの例である。同様に、熱ゆらぎは原子があるサイトから隣接サイトへ時々ホップするのに必要なエネルギーを与える。簡単のため、青い原子の熱ゆらぎは示していない。

統計力学において熱ゆらぎとは、平衡にある系における平均状態からのランダムなずれのこと。  
温度が高くなると全ての熱ゆらぎは大きくなり、絶対零度に近づくと熱揺らぎは小さくなる。
熱ゆらぎは系の温度の現れである。
温度がゼロでない系はミクロな平衡状態に留まってはおらず、全ての可能な状態をボルツマン分布で与えられる確率でとる。
熱揺らぎは一般に、系の全ての自由度に影響を与える。
その例としてランダムな振動（フォノン）、ランダムな回転（ロトン）、ランダムな電子励起などがある。
圧力、温度、エントロピーなどの熱力学変数にも熱揺らぎが存在する。
例えば平衡圧力にある系では、系の圧力は平衡値付近である程度変動している。
統計集団の「制御変数」（例えばミクロカノニカルアンサンブルでのN、V、Eなど）だけは変動しない。
熱ゆらぎは多くの系でノイズの原因である。
熱ゆらぎを与えるランダム力は拡散と散逸（ダンピングと粘性を含む）の両方の原因である。
ランダムなドリフトとドリフトへの抵抗の競合効果は揺動散逸定理でつながっている。
熱ゆらぎは相転移と反応速度論において主要な役割を果たす。

## 引用
1. ↑  統計力学では単にゆらぎとも言われる。